# Mănăstirea Maicii Domnului din Saidnaya
Mănăstirea Maicii Domnului din Saidnaya este unul din cele mai vechi lăcașuri creștine din Siria, ctitorie a împăratului Iustinian din secolul al VI-lea. Orașul Saidnaya este locuit până în prezent în majoritate de creștini.
Lăcașul ține de Patriarhia Antiohiei, cu sediul la Damasc.